# کنسیل گروو (کانزاس)
کنسیل گروو (به انگلیسی: Council Grove) شهری در ایالت کانزاس کشور ایالات متحده آمریکا است که جمعیت آن در سرشماری سال ۲۰۱۰ میلادی، ۲٬۱۸۲ نفر بوده‌است.